# Chemistry – A European Journal
Chemistry – A European Journal, скорочено Chem. Eur. J – щотижневий науковий журнал, започаткований у квітні 1995 року. Опубліковані статті охоплюють усі галузі хімії. Видавець Wiley-VCH від імені Chemistry Europe.
Імпакт-фактор журналу у 2020 році склав 5,236. Згідно зі статистичними даними Web of Science, цей імпакт-фактор ставить журнал на 52 місце серед 178 журналів в категорії Мультидисциплінарна хімія.